# Antonio Zurera Aragón
Antonio Zurera Aragón (Aguilar de la Frontera, província de Còrdova, 11 de març de 1957), és un director de cinema, productor de cinema i animador espanyol.

## Biografia
Inicia la seva trajectòria professional a Madrid en 1979, col·laborant en sèries per a Hanna-Barbera. Al llarg d'aquest mateix any, s'incorpora als estudis Cruz Delgado, hi va romandre durant tota la realització de la sèrie per a TVE Don Quijote de la Mancha. En 1981 va realitzar el storyboard i layout per al que seria la seva primera experiència en un llargmetratge d'animació Katy Carterpillar en els Estudis Moro, on va exercir també funcions d'ajudant de realització.
En 1982 crea el seu propi estudi d'animació Milímetros Dibujos Animados, S.A., al costat del seu soci Ángel Izquierdo, desenvolupant diferents projectes d'animació i fonamentalment sports publicitaris.
En 1984 es trasllada a París contractat per Gaumont per a la realització de tres llargmetratges de “Astérix”. En 1987 torna a Madrid i es reincorpora a Milímetros, S.A., encarregant-se del departament de creació, disseny i pre producció des del qual dirigeix la pre producció de diferents projectes internacionals “Astérix in América”, “The Pink Panther”, “Sonic”, “Madeline”, “Street Shark”, “Doug”, “All dogs go to heaven”, “Babar”, “Fantomcat”, “Pipi Longstocking”, “Sabina”, etc.
Entre 1998 i 2000, co-dirigeix al costat d'Ángel Izquierdo la sèrie de televisió “Os Vigilantes do Camiño”, per RTVG. En 2002 dirigeix la realització del desenvolupament visual i disseny de personatges de cinc llargmetratges de televisió per a “Dic Entertainment, L.P.”, “Sabrina, Friends forever”, “My Fair Madeline”, “Dennis the Menace, Cruise Control”, “The Lost World” i “Zorro”.
La seva vinculació amb Còrdova s'incrementa a partir de l'any 1999, col·laborant en l'organització del Fòrum Cartoon d'aquest any i participant com a formador en diversos cursos organitzats per la Diputació de Còrdova i la Junta d'Andalusia i en Cursos d'Extensió Universitària de la Universitat de Còrdova.
A més, la seva implicació amb la ciutat i amb la indústria de l'animació andalusa es consolida amb la constitució de la productora d'animació cordovesa M5 Audiovisual, que actualment presideix.
Destaca també el seu treball com a director del Festival Internacional d'Animació Animacor.
Durant tot aquest temps, Antonio Zurera no ha abandonat la seva faceta de creador i guionista i ha anat dissenyant diversos projectes d'animació tant llargmetratges com sèries de TV. Així, en 2002 va escriure i va produir la pel·lícula Dragon Hill, que va dirigir Ángel Izquierdo i que va aconseguir vendre més de 250 mil còpies de DVD a Espanya, a més de collir un gran èxit en països com Holanda. Dragon Hill va ser premiada per l'Acadèmia de Cinema amb el Goya a la millor pel·lícula d'animació l'any 2003. En 2006 Zurera escriu la seqüela de Dragon Hill titulada El cubo mágico. Dirigida de nou per Ángel Izquierdo, i coproduïda per la Diputació de Còrdova (a través de la productora M-5 Audiovisual), va ser nominada per als premis Goya com a millor pel·lícula d'animació.
El 2007 va dirigir el llargmetratge “RH+, el vampiro de Sevilla”, que fou nominada novament al Goya a la millor pel·lícula d'animació, i el 2010 “Las aventuras de Don Quijote”, una versió actualitzada de la novel·la cervantina que manté intacte l'esperit de la mateixa i que està magistralment adaptada al món infantil dels nostres dies. També fou nominada al Goya a la millor pel·lícula d'animació.
Altres projectes d'Antonio Zurera com “Oscar Lion” o “Violeta y la Casa de la Luna Llena” s'han dut a terme per les seves productores, Milímetros, S.A. i M5 Audiovisual, S.L.
Ha impartirtdiverses classes en el curs “Animació Audiovisual” de la Universitat Carles III de Madrid.
El 10 de març de 2007 és nomenat fill predilecte del seu poble, Aguilar de la Frontera.

## Filmografia

### Llargmetratges
- 2002. Dragon Hill, la colina del dragón (Milímetros). Guió i producció. Web "Dragon Hill"
- 2006. El cubo mágico (Milímetros). Guió i producció. Web "El Cubo Mágico"
- 2007. RH+, el vampiro de Sevilla. Guió i direcció. Web "RH+, El Vampiro de Sevilla"
- 2011. Las aventuras de Don Quijote

### Curtmetratges
- Zacarías Zombie. Direcció.

## Premis i nominacions
- 2003. Premi Goya al millor llargmetratge d'animació per Dragon Hill, a més d'una nominació al premi a la millor cançó original.
- 2007. Nominació al premi Goya al millor llargmetratge d'animació per El cubo mágico.
- 2011. Nominació al premi Goya al millor llargmetratge d'animació per Las aventuras de Don Quijote.